# Kamýk (powiat Litomierzyce)
Kamýk – gmina w Czechach, w powiecie Litomierzyce, w kraju usteckim. 1 stycznia 2014 liczyła 139 mieszkańców.